# たのしく たのしく やさしくね
「たのしく たのしく やさしくね」は、日本の女性歌手、華原朋美の8枚目のシングル。小室哲哉プロデュースによる楽曲である。

## 解説
- カネボウ化粧品「Bronzelove（ブロンズラヴ）」の大好評に続き、起用され出演した「REVUE」ブランドのエステクチュール・ジェルファンデーションのTV-CFソング。キャッチフレーズは「ちいさい顔、キマル。」。
- CMでは、2曲目の[Kanebo CM Version]が使われた。
- オリコン初登場1位を獲得した。「save your dream」「Hate tell a lie」「LOVE IS ALL MUSIC」に続き、4作連続で1位を獲得した（いずれもCMソング）。
- 2023年現在、本作品が最後のオリコンチャート1位を獲得したシングルとなっている。
- シングルでは初となった、小室と華原の共同作詞による楽曲である。アルバムでは、1枚目の『LOVE BRACE』の収録曲「MOONLIGHT」や、2枚目の『storytelling』の収録曲「afraid of tonight」で共作している。
- 2013年に発売した『DREAM -Self Cover Best-』でセルフカバーした際には、ピアノバラードで蘇り、アルバムのラストを飾っている。
- 当時小室を含めたスタッフの日々の大変さを見て「せめて私だけでも楽しく優しくしてあげたい、自分を含む周囲を和らげたい」という気持ちで手紙を書く要領で詞を書いた。後に華原が厳選して小室に渡した後、引用してもらったのを聞いた際には「本当の意味でプロデューサーとアーティストの関係になれた」と嬉しさを話している[1]。しかし後に本人より「何もかもが悲しかった。だから、自分に『たのしく、たのしく』と言い聞かせながら歌っていた」と語られている[2]。

## 主な記録
- 1997年度年間オリコンシングルチャート78位。
- 『COUNT DOWN TV』1997年間総合ランキング75位。
- 「HEY!HEY!HEY! MUSIC CHAMP'97』年間パーフェクトランキング54位。

## 収録曲
1. たのしく たのしく やさしくね [Original Mix]
2. たのしく たのしく やさしくね [Kanebo CM Version]
3. たのしく たのしく やさしくね [Summer Night Mix]
4. たのしく たのしく やさしくね [Karaoke Mix]

Composed & Arranged by Tetsuya Komuro, Written by Tetsuya Komuro & Tomomi Kahala
Mixed by Keith "KC" Cohen, Remixed by George Black (#3)
Performed by Tomomi Kahala

## 収録アルバム・PV集
オリジナルアルバム
- storytelling（2ndアルバム）
  - たのしく たのしく やさしくね [album version]
  - たのしく たのしく やさしくね [TK remix]

ベストアルバム
- kahala compilation
  - たのしく たのしく やさしくね [Original Mix]
- Best Selection
  - たのしく たのしく やさしくね [Original Mix]
- Super Best Singles 〜10th Anniversary〜
  - たのしく たのしく やさしくね [Original Mix]
- ALL TIME SINGLES BEST
  - たのしく たのしく やさしくね [Original Mix]

PV集
- 「very best of MUSIC CLIPS」EXTRA TRACK（DVD）

その他
- HOW TO MAKE TOMOMI KAHALA 華原朋美はいかにして華原朋美となり得たか
ローソン予約限定で発売されたヒストリー・ビデオ